# Пер-Шаланд
Пер-Шала́нд (фр. Père Chalande; дословный перевод с савойского диалекта Отец-Рождество) — рождественский или новогодний фольклорный персонаж в Женеве, Во и Савойе.
Происхождение зимних фольклорных персонажей теряется в глубине веков. С древними языческими культами смешивались как древнеримский культ предков, так и пришедшее ему на смену христианство, подведшее под древние праздники базу из Ветхого или Нового Завета. Одним из таких культов был культ святого Николая, день памяти которого отмечается 6 декабря. Возможно, как фольклорный персонаж Пер-Шаланд возник в процессе борьбы швейцарских реформатов с католическим культом святых. Согласно местной традиции, подарки приносит Добрый Ребёнок (фр. Bon Enfant), олицетворяющий младенца Иисуса, который может иногда явиться в виде старика. Однако, по другим данным, персонификация Пер-Шаланда относится лишь к XX веку, так как не обнаружено никаких старых документов на его счёт.
В швейцарском журнале 1955 года издания содержится некоторая информация, собранная автором публикации при опросе старожилов в швейцарском кантоне Во:
По воспоминаниям опрошенных, относящимся к периоду их детства, Пер-Шаланд приходит в первый день нового года. Он выглядит как старик с длинной белой бородой, одетый в красную шубу и в островерхий колпак. Пер-Шаланд едет верхом на осле и несёт за спиной мешок с подарками. Иногда его сопровождает старуха по имени Шошвьей (Chauchevieille). В кантоне Во его называют Бон-Анфан (фр. Bon-Enfant, дословно: Добрый Ребёнок), однако в Женеве он известен под именем Пер-Шаланд. Традиция говорит о том, что Пер-Шаланд спускается по печной трубе и наполняет подарками детские башмаки, которые необходимо предварительно расставить около очага. В Блоне, однако, традиция требовала, чтобы для подарков под столом была выставлена корзина. В Улан-су-Эшалане полагалось также положить в оставленные для подарков башмаки немного овса для осла Пер-Шаланда. Традиционными подарками, которые якобы оставляет Пер-Шаланд детям, были орешки и другие лакомства.
По свидетельству фольклориста Ван-Геннепа, уже с 1819 года известна песенка или стишок, которую надлежало исполнить:

| Chalande est venu, Son bonnet pointu, Sa barbe de paille. Cassons les mailles, Mangeons du pain blanc Jusqu’au Nouvel-An[4]. | Пришёл Шаланд В своём островерхом колпаке С соломенной бородой. Поколем орехи, Будем есть белый хлеб Вплоть до Нового Года. |

Этимология слова шаланд восходит к латинскому слову календы, обозначавшему первый день месяца. Со временем в Савойе слово трансформировалось в chalande (шаланд), обозначавшее праздник Рождества. Существуют также другие диалектальные варианты, такие как цаланд (tsalande в Мутье и Монжиро), халенд (halinde с чётко артикулированным [h] в Жарье), сталанд (stalande в Альбервиле), сталенд (stalinde в Бофоре), саланд (salande в Пуази и Севрие), саленд (salinde в Тине и Сент-Фуа-Тарентезе) и фаланд (thalende с начальным [θ] в Самоэне). Фактически, имя персонажа является калькой с общефранцузского Пер-Ноэля и также означает «Отец-Рождество».
В наше время имя Пер-Шаланда, как и имена других местных зимних фольклорных персонажей, вспоминается всё реже — его место обычно занимают французский Пер-Ноэль и англо-американский Санта-Клаус.